# Ludwig (Ravensberg)
Ludwig von Ravensberg († 15. Januar 1249) war 1221 bis 1249 Graf von Ravensberg.
Er war ein Sohn des Grafen Hermann II. von Ravensberg und der Jutta von Thüringen, Tochter von Landgraf Ludwig II. Zum Grafen von Ravensberg-Bielefeld wurde er nach der Erbteilung von 1226 mit seinem Bruder Otto II. (der damit Otto II. von Vlotho wurde).
Diese Teilung schwächte die Grafschaft Ravensberg auf immer und warf sie auf den Raum Osning-Teutoburger Wald zurück. 
Ludwig zog mit gegen die Stedinger. 1234 machte er die Schlacht bei Altenesch mit und befehdete traditionell Lippe, Tecklenburg und Werl-Arnsberg und die geistlichen Gewalten Osnabrück, Münster und Herford. Ab 1240 errichtete er die Sparrenburg.
Als 1244 sein Bruder Otto II. gestorben war, verlangten die Tecklenburger die Herausgabe der Herrschaft Vlothos als Erbteil Juttas. Ludwig führte damit gleichzeitig Fehden gegen die Tecklenburger um die Burg Vlotho und gegen den Grafen von Waldeck, zwei Brüder von der Lippe und den Bischof von Münster um die Burg Rheda. 1245 wurde Ludwig von den Tecklenburgern und ihren Verbündeten, den Bentheimern, Oldenburgern und Simon von der Lippe besiegt und eingesperrt. 1246 erfolgte der Friedensschluss am Freistuhl zu Süntelbeck: Ludwig musste 800 Mark Lösegeld zahlen und verlor die Herrschaft Vlotho an die Tecklenburger.

## Ehen und Kinder
- ⚭ I: (vor 17. April 1236) Gertrud II. zur Lippe († (1240)), Tochter des Edelherrn Hermann II.
  - Hedwig, urkundlich 1244, († 8. Juni 1265); ⚭ () Graf Gottfried von Arnsberg, urkundlich 1266 bis 1276, († vor 1279)
  - Jutta, urkundlich 1244, († 17. Mai 1282); ⚭ () Graf Heinrich II. von Hoya
  - Sophie, urkundlich 1244 bis 1275; ⚭ () Graf Hermann von Holte, urkundlich 1244 bis 1282, († um 1282)
  - Gertrud, urkundlich 1247 bis 1266, († um 1266); ⚭ () Ludolf V. von Steinfurt, urkundlich 1248 bis 1293
- ⚭ II: (vor 6. Mai 1244) Adelheid von Dassel († 14. September 1263), mütterlicherseits von Ratzeburg, Tochter des Grafen Adolf I. von Dassel († 1224) und Adelheid von Wassel († 1244)
  - Otto III., († 25. März 1305)
  - Ludwig († 4. November 1308 in Osnabrück), Bischof von Osnabrück[1] im Iburger Schloss (1297–1308)
  - Johann ⚭ Tochter[2] der Grafen von Halland, Nachfahren Waldemars[3]

Nachdem Ludwig von Ravensberg 1249 gestorben war, bereitete die Erbfolge erneut einige Probleme. Die Vormundschaft über die drei Söhne Otto, Ludwig und Johann übernahm Graf Bernhard von der Lippe. Adelheid floh mit ihren Kindern zu ihrer Ratzeburger Verwandtschaft, woraufhin Bernhard die Burg Ravensberg gewaltsam mit seinen Männern besetzte.